# Roger De Beukelaer
Roger De Beukelaer (Merksem, 16 mei 1951) is een Belgisch voormalig (baan-)wielrenner.

## Carrière
In 1971 werd hij tweede op het Belgisch kampioenschap voor militairen. Zijn grootste overwinningen op de weg waren een rit in het Circuit Franco-Belge en het Circuit du Hainaut. Op de baan werd hij Belgisch kampioen ploegenachtervolging en nam hij in 1972 deel in die discipline aan de Olympische Spelen waar hij met de Belgische ploeg 12e werd.

## Overwinningen

### Baan
| Jaar     | BK                   | EK       | WK       | Overige                                     |
| Amateurs | Amateurs             | Amateurs | Amateurs | Amateurs                                    |
| -------- | -------------------- | -------- | -------- | ------------------------------------------- |
| 1972     | ploegenachtervolging |          |          | Olympische Spelen: 12e ploegenachtervolging |
| 1973     |                      |          |          |                                             |
| 1974     | ploegenachtervolging |          |          |                                             |

### Weg
1971
- Belgisch kampioenschap op de weg (militairen)

1973
- 3e etappe Circuit Franco-Belge
- Circuit du Hainaut
- 5e etappe Ronde van Navarra